# 사이먼 웰스

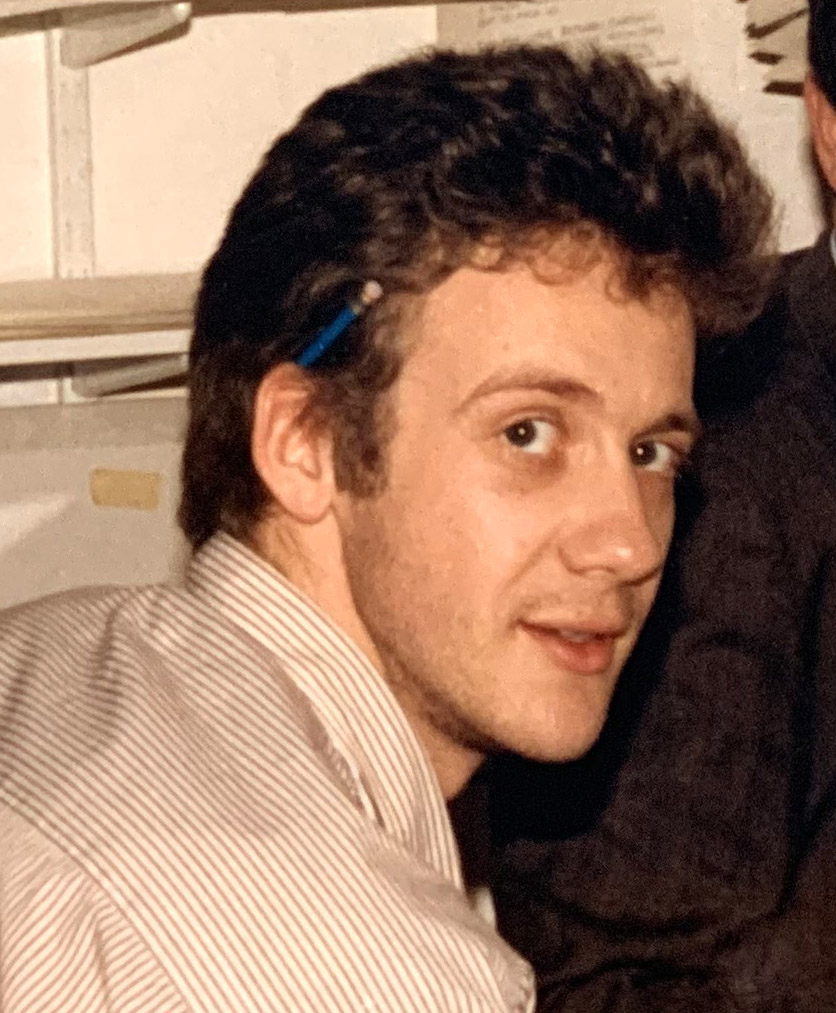

사이먼 웰스(Simon Wells, 1961년 ~ )는 잉글랜드의 애니메이션 영화 감독이다. 웰스는 케임브리지에서 태어났으며, H. G. 웰스의 증손자이다.

## 작품 목록
- 이집트 왕자(1998)
- 타임 머신(2002)
- 화성은 엄마가 필요해(2011)